# Universidad Federal de São João del-Rei
La Universidad Federal de São João del Rei (UFSJ) es una institución federal de educación superior ubicado en la ciudad de São João del Rei, con campus en Ouro Branco, Divinópolis y Sete Lagoas, todos ubicados en Minas Gerais, Brasil.

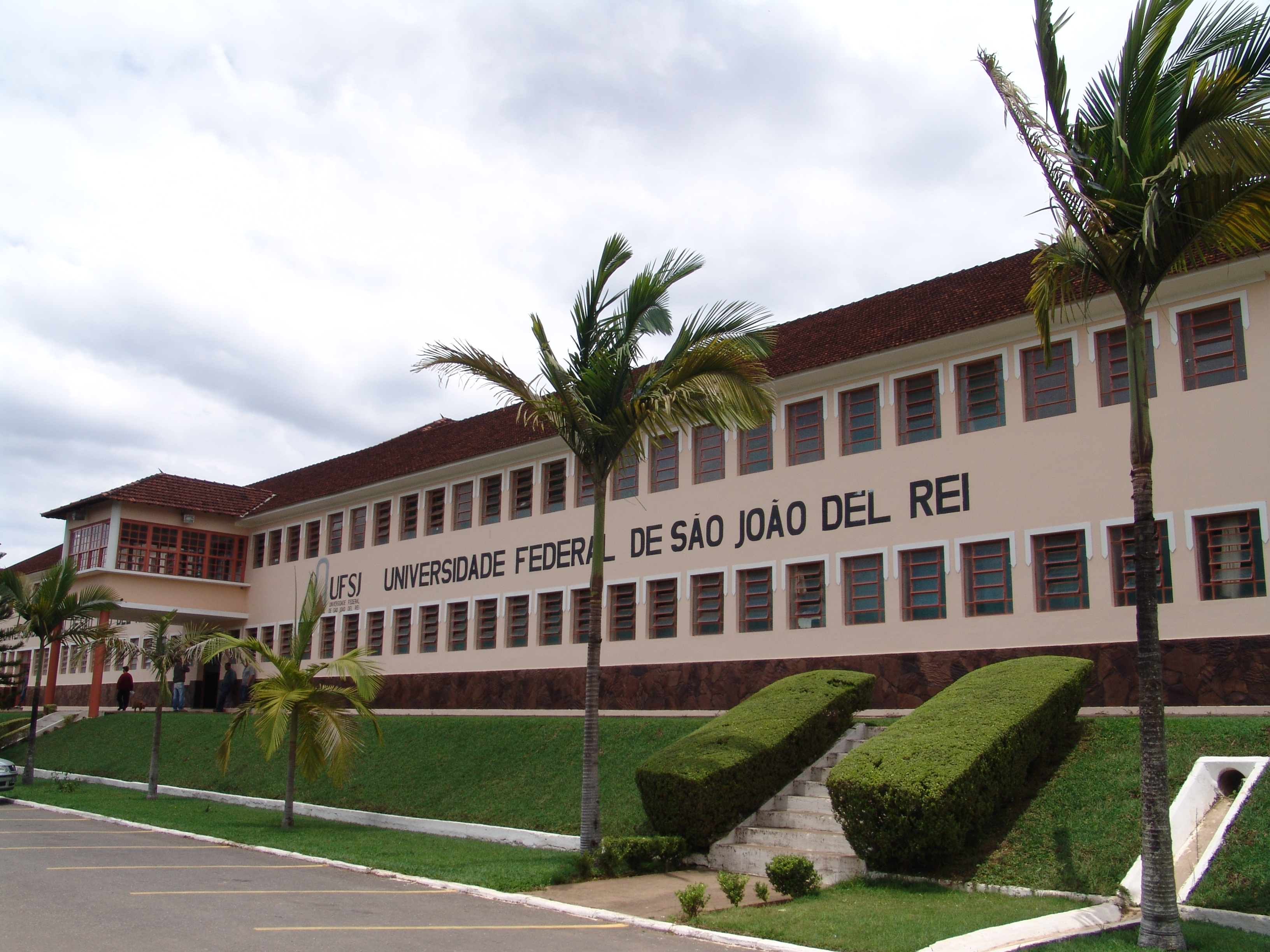
Campus Tancredo Neves